# Dzogchen
De acordo com o Budismo Tibetano e Bön, Dzogchen (Tib.: Rdzogs chen; Sâns.: Mahāsaṅdhi ou Atiyoga) é o estado primordial ou condição natural, e também um corpo de ensinamentos e práticas meditativas com o objetivo de realizar tal condição. Dzogchen, ou "Grande Perfeição", é um ensinamento central da escola Nyingma também praticado por adeptos de outras escolas do Budismo Tibetano. Segundo a literatura dzogchen, este é o mais alto e definitivo caminho rumo à iluminação.
Da perspectiva de Dzogchen, é dito que a natureza última de todos os seres sencientes é pura, abrangente, primordialmente límpida e naturalmente clara além do tempo. Esta clareza intrínseca não possui forma própria e ainda é capaz de perceber, experienciando, refletindo, ou expressando em toda a sua forma. A analogia que os mestres Dzogchen fazem é que a natureza de um ser é como um espelho que reflete com completa abertura mas não é afetado pelas imagens refletidas, ou como uma bola de cristal que reflete a cor do material em que é colocada sem, no entanto, ser alterada. Esse fundamento absoluto de tudo é chamado de Gzhi (Base ou Solo). A sabedoria que emerge ao reconhecer essa claridade semelhante ao espelho (que não pode ser encontrada pela busca ou identificada) é o que no Dzogchen se refere como rigpa.
Há um consenso bastante amplo em meio aos lamas das tradições Nyingma e Sarma que o fim do estado de Dzogchen e Mahamudra são o mesmo. Os ensinamentos Madhyamaka sobre a vacuidade são fundamentais e completamente compatíveis com as práticas de Dzogchen. A essência do Mahamudra é vista como sendo a mesma que o Dzogchen, exceto que o primeiro não inclui thödgal.

## Nomenclatura e Etimologia
A palavra Dzogchen pode ser traduzida de variadas maneiras como Grande Perfeição, Grande Completude e Completude Total. Estes termos também transmitem a ideia de que a nossa natureza tem muitas qualidades que a tornam perfeita. Entre essas qualidades se encontram a indestrutibilidade, pureza incorruptível, abertura não-discriminativa, clareza perfeita, profunda simplicidade, presença que tudo permeia e igualdade entre todos os seres (por exemplo, a qualidade, quantidade e funcionalidade dessa consciência é exatamente a mesma em todos os seres do universo). Diz-se que as impressionantes qualidades pessoais do Buda plenamente iluminado são derivadas do fato de que ele estava totalmente alinhado com esta preexistente natureza primordial. Descrições de um buda onisciente se referem à sua natureza última. O termo tibetano dzogchen às vezes é entendido como uma interpretação do sânscrito mahāsandhi, e também costuma ser usado para se referir ao termo sânscrito atiyoga (ioga primordial).
O termo dzogchen também designa a prática e o corpo de ensinamentos cujo objetivo é ajudar a reconhecer o estado de Dzogchen, adquirir confiança nisso e desenvolver a capacidade de manter este estado continuamente.
Em seu livro Mipham's beacon of certainty: illuminating the view of Dzogchen, the Great Perfection, John Pettit esclarece os vários usos e implicações do termo "Dzogchen" que muitas vezes são confundidos:

"Grande Perfeição" variadamente refere-se aos textos (āgama, lung) e instruções orais (upadeśa, man ngag) que indicam a natureza da sabedoria iluminada (rdzogs chen gyi gzhung dang man ngag), a convenção verbal desses textos (rdzogs chen gyi chos skad), os yogis que meditam de acordo com estes textos e instruções (rdzogs chen gyi rnal 'byor pa), um famoso monastério onde a Grande Perfeição foi praticada por monges e yogis (rdzogs chen dgon sde), e o sistema filosófico (siddhānta, grub mtha') ou visão (darśana, lta ba) da Grande Perfeição. —

### Maha Ati
Maha Ati é um termo cunhado por Chögyam Trungpa, um mestre das linhagens Kagyu e Nyingma do Budismo Tibetano Vajrayana. Ele geralmente preferia introduzir aos seus alunos os termos em Sânscrito ao invés de Tibetano e sentia que "Maha Ati" era o equivalente mais próximo para "Dzogpa Chenpo", embora reconhecesse que era uma escolha pouco ortodoxa. [carece de fontes?]